# You're the Greatest, Charlie Brown
You're the Greatest, Charlie Brown (no Brasil: Você é o maioral, Charlie Brown [Maga-SP] ou Você é o maior, Charlie Brown [VTI-Rio]) é o décimo-oitavo especial de TV baseado na tira Peanuts, de Charles M. Schulz, exibido pela primeira vez na CBS em 24 de outubro de 1977. No Brasil foi exibido pelo SBT na década de 80 (com dublagem da Maga) e pela Record entre 2007 e 2008 (com dublagem da VTI), além de ter sido lançado em VHS (também na década de 80 e com dublagem da Maga).

## Sinopse
Está ocorrendo uma Olimpíada Junior, na qual Patty Pimentinha é coordenadora e há inscritos para todas as modalidades, menos para o decatlo, já que o grau de dificuldade é muito alto e consequentemente ninguém se interessa por esta prova. Charlie Brown pretendia se candidatar a alguma das modalidades da olimpíada e Lino ia desaconselhá-lo a se inscrever para o decatlo, mas é interrompido por Lucy, que o engana e o leva a se inscrever. Com isso Patty Pimentinha com a ajuda de Snoopy treinam Charlie Brown para as provas do decatlo, mas como o treinamento é muito rigoroso, Charlie Brown fica esgotado. Ao chegar o dia da competição, Charlie Brown tem como concorrentes Marcie (que se inscreveu por sugestão de Patty Pimentinha), Snoopy (como seu alter-ego Ás Mascarado) e Fred Fabuloso de Francana, um garoto mais velho e muito arrogante, egocêntrico e sem o menor  espírito esportivo. As provas ocorrem em dois dias, sendo metade no sábado e a outra metade no domingo. Charlie Brown se dá bem em algumas provas, e em outras não, mesmo assim no primeiro dia ele fica em terceiro lugar. E no segundo dia, ele se sai bem nas provas de salto com vara e lançamento de dardos e de discos, indo para o primeiro lugar, porém ele perde a última prova, que é de corrida de 1500 metros, por ter se distraído com uma provável vitória e saído para fora da pista. Apesar disso, a escola de Charlie Brown venceu a Olimpíada Junior e do mesmo jeito Patty Pimentinha e Marcie reconhecem o esforço feito por Charlie Brown.